# Cubocephalus micans
Cubocephalus micans là một loài tò vò trong họ Ichneumonidae.